# Puncticorpus cribratum
Puncticorpus cribratum är en tvåvingeart som först beskrevs av Villeneuve 1918.  Puncticorpus cribratum ingår i släktet Puncticorpus och familjen hoppflugor. Arten är reproducerande i Sverige. Inga underarter finns listade i Catalogue of Life.